# Reina de las Fábulas
La Reina de las Fábulas es una villana que ha luchado contra la Liga de la Justicia, la Mujer Maravilla y Superman. Basada en el personaje de La Reina de "Blancanieves", la Reina de las Fábulas es la encarnación de todo el mal en el folklore. Su primera aparición fue en La Liga de la Justicia de América #47 (noviembre del 2000), y fue creada por Gail Simone, Mark Waid y Bryan Hitch.

## Biografía del personaje ficticio
La Reina de las Fábulas era originalmente una hechicera de otra dimensión hasta que fue exiliada a la Tierra. Ella reinó hasta que la princesa Blanca Nieves la desafió y la atrapó en el Libro de las Fábulas. Blanca Nieves usó este libro para convertir la realidad en ficción y deshacer todos los males cometidos por la reina.
Después de muchas generaciones la Reina fue liberada inconscientemente de su prisión. Ella transformó Manhattan en un bosque encantado lleno de criaturas ficticias sacadas de cuentos populares. Tras ser liberada, ella intentó localizar a Blanca Nieves y confundiendo una televisión con un espejo mágico, le ordenó que mostrara a "La Más Justa de Todas". Casualmente, la televisión estaba mostrando las noticias, reportando la última batalla de la Liga de la Justicia y específicamente, mostrando en ese momento a la Mujer Maravilla. Creyendo que la Princesa Amazona era su hija, ella la enfrenta, haciéndola caer en un sueño profundo en un bosque encantado. Aquaman despierta a la Mujer Maravilla con un beso (ya que fue un príncipe, y ahora Rey de Atlantis, por eso cuenta como el beso de un príncipe). Batman encuentra el libro en donde la Reina estuvo atrapada. Eventualmente, la Liga de la Justicia se las arregló para detenerla, al hacer que se diera cuenta de que no ya no era inmortal y eternamente hermosa en el mundo real, encerrándola una vez más (atrapándola en un libro del Código Fiscal Estadounidense, donde no podía usar nada imaginativo para usar como arma), deshaciendo su hechizo otra vez.
Eventualmente la Reina de las  Fábulas despierta y no muy feliz. Desde que fue derrotada por la Liga de la Justicia, quienes la pusieron en el Código fiscal de USA, de alguna manera ella escapó y ahora su vista estaba puesta en su propio Príncipe Azul, Superman. Luego de transportar a Superman a un bosque de cristales de Kryptonita, el logra liberarse y derrotar a la Reina (Aunque el esfuerzo lo deja debilitado). La última vez que se le vio, fue parada frente a una joven durmiente, diciendo "Duerme bien, querida. Mantenme viva. Sueña conmigo. Sueña conmigo".
Ella regresa en otra ocasión, esta vez asumiendo la identidad de Laney Kirswel, una productora de películas a cargo de una biografía no autorizada de la Mujer Maravilla, hecho principalmente de material no apropiado y calumnioso. Ella es nuevamente capaz de actuar en el mundo real, donde hace que la Mujer Maravilla atraviese escenarios infernales tomados de la película, creados para representar eventos de su vida distorsionados. Diana la engaña para que tome la forma de un enorme dragón que le recuerda a Maléfica, y la ciega con dos hachas de batalla, obligándola a huir.

## Poderes y habilidades
La Reina de las Fábulas es una poderosa hechicera y fue capaz de convertir Manhattan en un bosque encantado. Ella tiene la habilidad de, prácticamente, realizar cualquier hazaña y a menudo tiene a su disposición criaturas de cuentos de hadas como dragones, ogros y duentes. Ella tiene la habilidad de conjurar varios monstruos ficticios de otras historias para usar en contra de la Liga de la Justicia. Ella es inmortal y no la pueden asesinar mientras ella esté en su libro de historias.

## En otros medios

### Televisión
- Según Gail Simone, si ella hubiera escrito otro episodio para la Liga de la Justicia Ilimitada, la Reina de las Fábulas hubiera sido la principal antagonista.[7]
- La Reina de las Fábulas hizo su primera aparición en pantalla en la serie animada de DC Universe Harley Quinn, con la voz de Wanda Sykes. Esta versión tiene la apariencia de una mujer de ascendencia africana. Introducida en "So You Need A Crew?", La Reina de las Fábulas intentó romper el techo de cristal para las supervillanas al hacerse cargo de Gotham con un ejército de personajes de libros de cuentos en los años 80. Fue derrotada por la Liga de la Justicia y atrapada en un libro de guía fiscal principal de los Estados Unidos por Zatanna, dejándola molesta por no haber sido arrojada al Asilo Arkham "como cualquier villano". Después de convertirse en un libro parlante, consigue un trabajo como asesora fiscal. En "The Line", es liberada del código tributario por una orden judicial, ya que se considera un castigo cruel e inusual, aunque irónicamente la condenan a cumplir el resto de su mandato en Arkham. Harley la saca en tránsito y se une temporalmente a su tripulación. Sus métodos extremos (como matar a toda una familia hasta la última persona, "extinguir la línea de sangre" y hacer que los Tres Cerditos comieran sus restos porque uno de ellos presenció que la tripulación de Harley cometió un delito) la llevaron a ser expulsada. La tripulación luego roba un dispositivo de control del clima para rescatar a la ciudad, pero la Reina aparece para robarla. Son interrumpidos por Jason Praxis, un miembro sobreviviente de la familia que ha obtenido poderes eléctricos que busca vengarse de la Reina por su asesinato. Jason destruye su libro de cuentos, dejándola impotente hasta que pueda conseguir uno nuevo. Harley usa un dispositivo de campo de fuerza que ella y su tripulación robaron para proteger a la Reina y someter a Praxis antes de que el primero se vaya. Sin embargo, matando a Praxis al salir, la Reina le dice a Harley que solo los villanos dispuestos a cruzar cualquier línea pueden tener éxito y que lamentará haberla dejado vivir. En el episodio "La trampa del diablo", la Reina de las Fábulas atrapa a la Liga de la Justicia en un libro de cuentos de hadas y envía a Harley y su tripulación a un tallo de frijoles para que un gigante la mate, revelando que ha formado una alianza con el Joker. Después de bajar con la ayuda de Hombre Cometa, Harley derrota a la Reina de las Fábulas mientras la decapita en el proceso.

### Varios
- La Reina de las Fábulas aparece en Batman: The Brave and the Bold, número 5. Ella termina secuestrando niños (cuyas lágrimas la mantienen joven y hermosa) y se enfrenta a Batman y Shazam. Transforma a Shazam en un minion dragón, pero Batman puede robar su libro de cuentos y engañar al dragón para que lo destruya con aliento de fuego. Sin el libro de cuentos, la Reina de las Fábulas se derrite en un charco y sus hechizos se deshacen.
- La Reina de las Fábulas aparece en el número 21 de DC Super Friends "Felizmente nunca después". El libro de cuentos de Queen of Fables aparece en la Watchtower y chupa a los Super Friends dentro de él cuando lo abren con curiosidad. Dentro del reino de los cuentos de hadas, la Reina de las Fábulas se revela e invita a los Súper Amigos a convertirse en sus súbditos, llamándolos leyendas modernas. Cuando declinan, los dispersa por todo su reino, donde se encuentran con varios personajes de historias, algunos benévolos y otros hostiles. Los Súper Amigos superan estos desafíos, a menudo logran dar a los personajes finales más felices y reagruparse. La Reina, entretenida por esto, nuevamente exige que se conviertan en sus súbditos. Cuando se niegan y exigen ser enviados a casa,Fenrir . Los Súper Amigos, al darse cuenta de que pueden influir en las historias con su imaginación, logran que los monstruos se vuelvan pacíficos. La Reina señala que ella tiene el máximo poder y puede revertir cualquier cambio que hagan, pero Green Lantern rompe su poder diciendo "Y vivieron felices para siempre. El Fin". Liberados del libro de cuentos, los Súper Amigos lo guardan en su sala de trofeos.